# Dódzsó

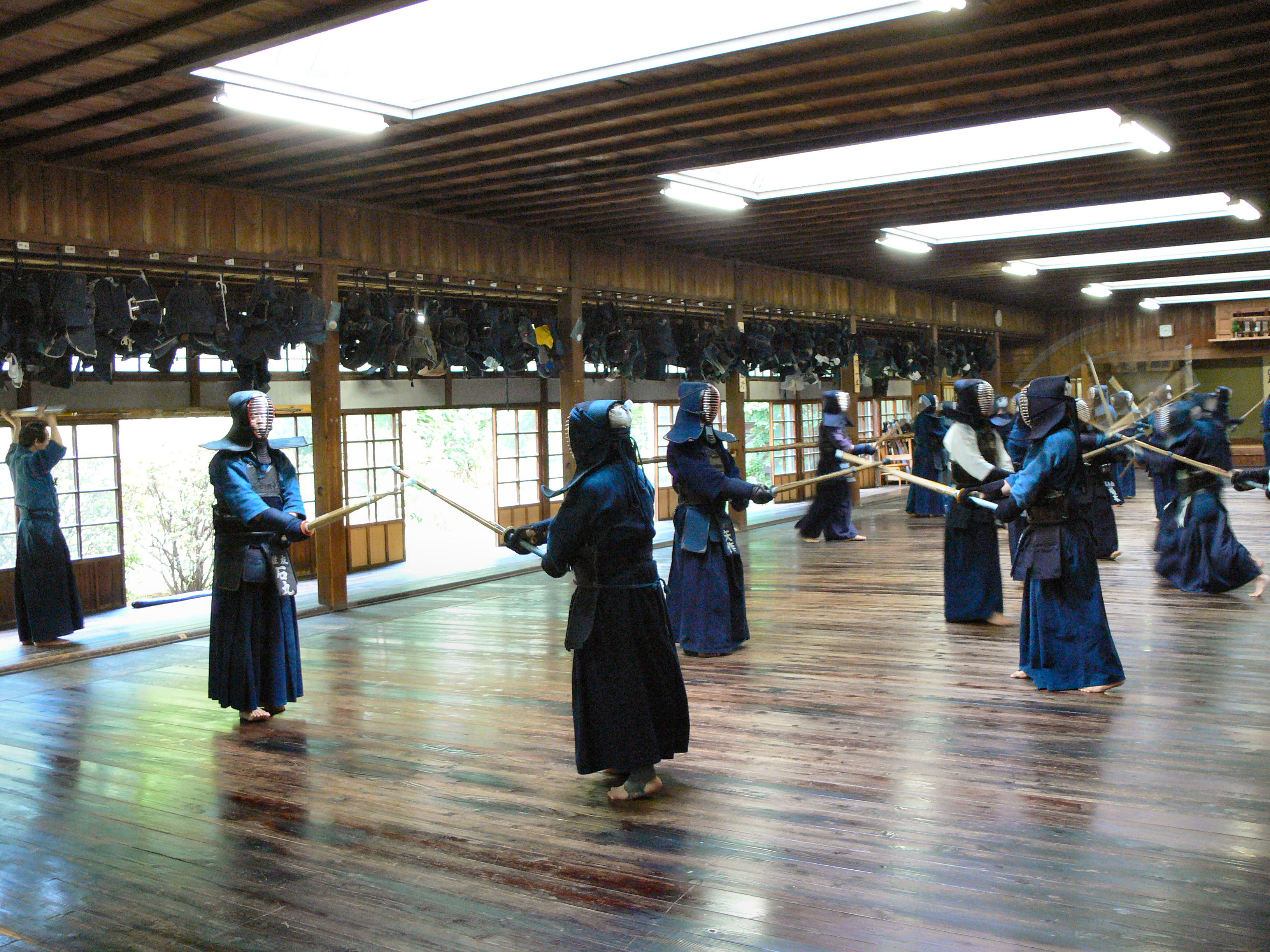
Kendót gyakorlók dódzsója

A dódzsó (japánul: 道場, nyugaton: dojo) az edzőterem elnevezése a japán harcművészetekben. Szó szerinti fordításban az „út követésére szolgáló hely”, „a megvilágosodás útja/helye”.
Hagyományosan a dódzsóban japán harcművészetet oktatnak (pl. aikidó, dzsúdó, karate stb.). A dódzsó általában egy épület vagy egy terem, de lehet akár egy mező vagy egy erdei tisztás is. Köznapi értelemben a japánok a tornateremre is hivatkoznak dódzsóként, illetve manapság már más értelemben is használják a kifejezést világszerte (pl. meditációs dódzsó stb.).